# Paulsen Peak
Der Paulsen Peak ist ein 1875 m hoher und felsiger Berg auf Südgeorgien. In der Allardyce Range ragt er 3 km nordwestlich des Mount Sugartop nahe dem Kopfende des Lyell-Gletschers auf.
Der South Georgia Survey nahm zwischen 1951 und 1952 Vermessungen des Bergs vor. Das UK Antarctic Place-Names Committee benannte ihn 1955 nach Harald B. Paulsen (1898–1951), einer Schlüsselfigur der norwegischen Walfangindustrie.